# Ettore Apollonj
Ettore Apollonj (Roma, 28 febbraio 1887 – Roma, 9 marzo 1978) è stato un bibliotecario italiano.

## Biografia
Ettore Apollonj nacque a Roma il 28 febbraio 1887. Dopo la laurea in Giurisprudenza, nel giugno 1911 entrò al Ministero della pubblica istruzione; dal 1926 venne trasferito alla Direzione generale delle accademie e biblioteche allora costituita. Successivamente fu ispettore bibliografico e direttore della Biblioteca di storia moderna e contemporanea di Roma.
Fu membro del Consiglio direttivo dell'Associazione italiana biblioteche dal 1933 al 1944 e ancora successivamente dal 1948 al 1951; ne fu eletto presidente dal 1960 al 1969.